# Tepidarij
Tepidarij je bio topla (tepidus) kupaonica rimskih termi grijana hipokaustom ili sustavom podnog grijanja. Posebnost tepidarija je ugodan osjećaj konstantne topline zračenja, koja sa zidova i poda direktno djeluje na ljudsko tijelo.
Postoji zanimljiv primjer u Pompejima; ovo je bilo prekriveno polukružnim bačvastim svodom, ukrašenim reljefima u štukaturama, a oko prostorije nizom četvrtastih udubljenja ili niša međusobno podijeljenih telamonima. Tepidarij je bio velika središnja dvorana oko koje su bile grupirane sve ostale dvorane i koja je davala ključ za nacrte termi. Vjerojatno je to bila dvorana u kojoj su se kupači okupili prije nego što su prošli kroz razne tople kupke (kaldarij) ili uzeli hladnu kupelj (frigidarij). Tepidarij je bio ukrašen najbogatijim mramorima i mozaicima; primala je svoje svjetlo kroz prozore za svjetlo sa strane, sprijeda i straga, i činilo se da je bila dvorana u kojoj su bila smještena najfinija blaga umjetnosti.
U Karakalinim termama su, tijekom iskapanja pape Pavla III, pronađeni Farneški Herkul i Farneški bik (sada u Nacionalnom arheološkom muzeju u Napulju), dva gladijatora, sarkofazi od zelenog bazalta i brojna druga blaga.

## Vanjske poveznice
|  | Zajednički poslužitelj ima još gradiva o temi Tepidarij |